# 李楼駅
李楼駅（りろう-えき）は中華人民共和国天津市津南区に位置する天津地下鉄1号線の地下駅のである。

## 駅構造
相対式ホーム2面2線の地下駅で、ホームドア完備。出口はC～Dの2箇所ある。

## 歴史
- 2018年12月3日 - 開業。

## 参考資料
1. ↑  “地铁1号线东延线双林站李楼站今试运营” (中国語). 天津日报. (2018年12月3日) 2018年12月7日閲覧。